# IC 762
IC 762 је спирална галаксија у сазвјежђу Береникина коса која се налази на листи објеката дубоког неба у Индекс каталогу.
Деклинација објекта је + 25° 45' 23" а ректасцензија 12h 8m 11,9s. Привидна величина (магнитуда) објекта IC 762 износи 14,3 а фотографска магнитуда 15,1. Налази се на удаљености од 98,947 милиона парсека од Сунца. IC 762 је још познат и под ознакама MCG 4-29-34, CGCG 128-37, KUG 1205+260, PGC 38532.